# Palazzo Loffredo (via Salvator Rosa)
Il palazzo Loffredo è un palazzo storico di Napoli ubicato in via Salvator Rosa, al civico 260.
L'edificio esisteva già, molto probabilmente, nel XVI secolo con forme da villa sub-urbana. La struttura fu rifatta con dimensioni più grandi intorno alla metà del XVIII secolo da un ignoto architetto in stile sanfeliciano.

## Caratteristiche
Il palazzo è caratterizzato da una larga facciata, al centro della quale si apre un portale mistilineo in stucco terminante in un capriccio reggibalcone; lungo il lato destro e sinistro del prospetto ci sono due piccoli e semplici portoncini sussidiari. La facciata è ripartita su tre piani con mezzanino; il lato destro è più basso di un piano. Le finestre sono inquadrate tra listellature smussate ai bordi in stucco come in palazzo dello Spagnolo. Sul fondo del cortile si innalza una pregevole scala aperta dalle tre arcate a tutto sesto per livello che conduce ai vari appartamenti.
Oggi l'edificio si presenta in ottime condizioni conservative grazie ai radicali interventi di restauro fatti in anni recenti.

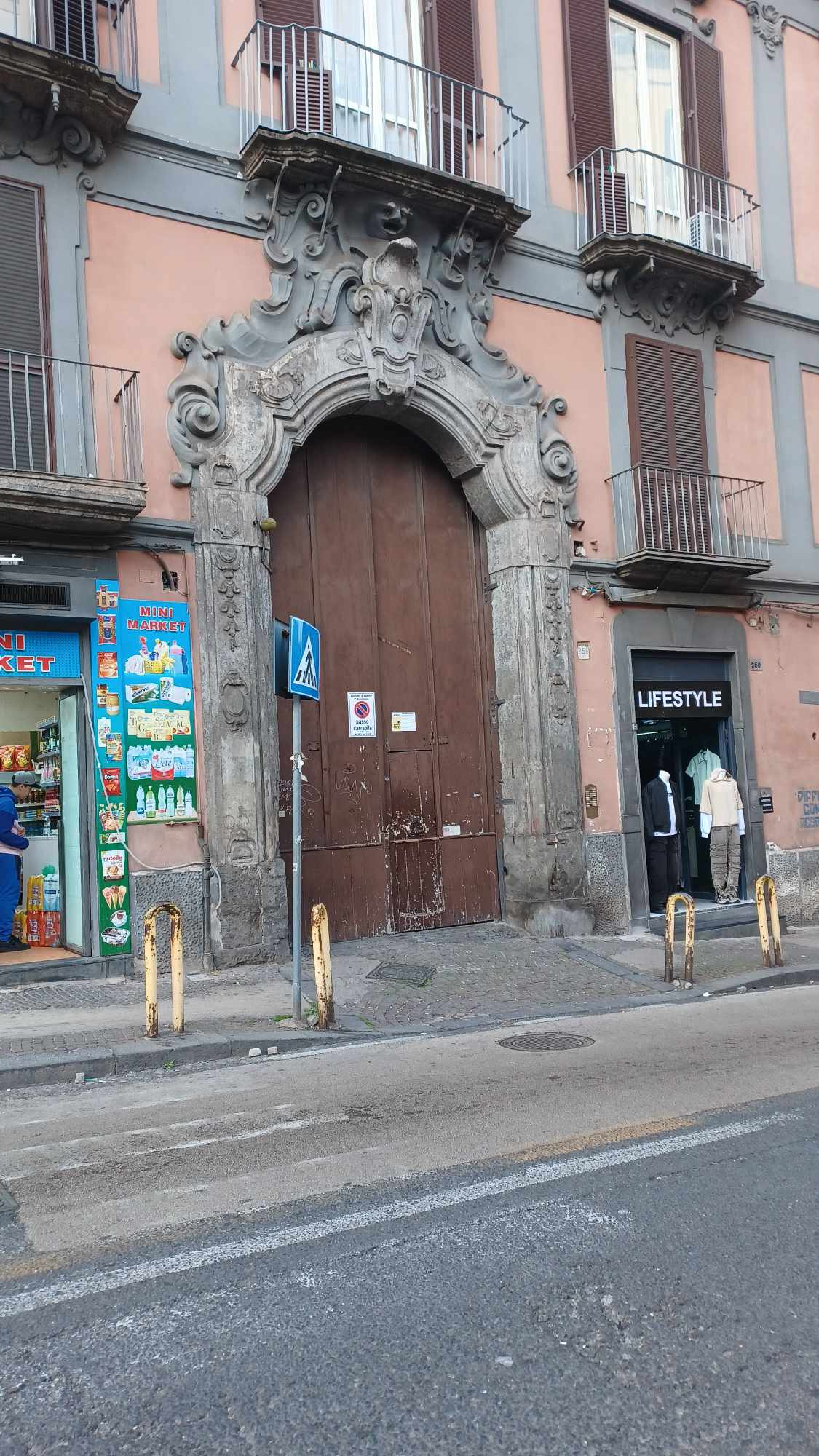
Il portale
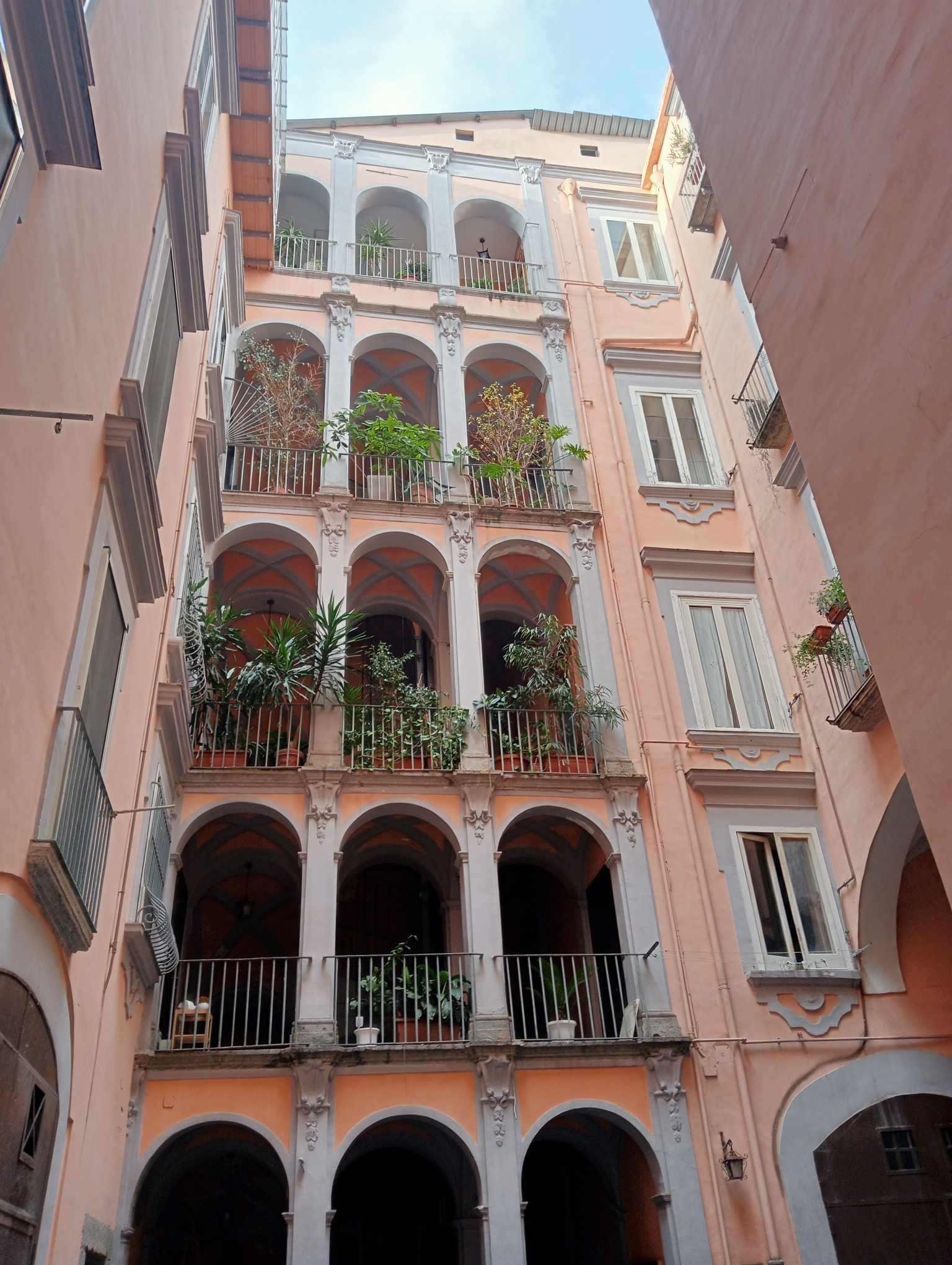
Lo scalone aperto